# Sociologia de l'oci

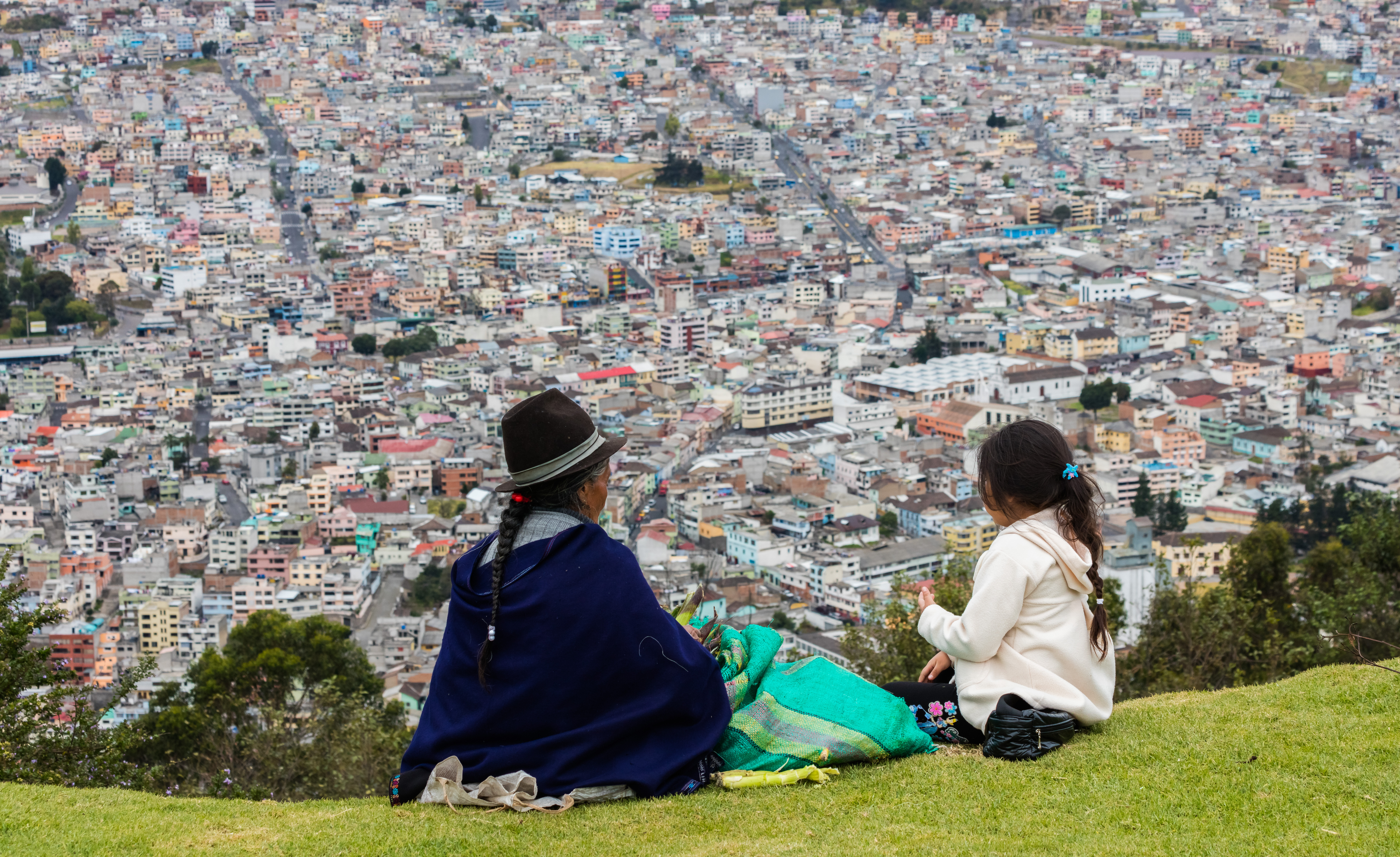
Indígenes pelant blat de moro mentre gaudeixen de les vistes a Quito des d'El Panecillo, Equador

La sociologia de l'oci o sociologia del lleure és l'estudi de com els humans organitzen el seu temps lliure. L'oci inclou un ampli ventall d'activitats, com ara l'esport, el turisme i el joc. La sociologia de l'oci està estretament lligada a la sociologia del treball, ja que cadascuna explora una vessant diferent de la relació treball-oci. Els estudis més recents en aquest camp s'allunyen, però, d'aquesta relació i se centren en la relació entre oci i cultura.
Els estudis sobre el lleure han determinat que els patrons observables en el comportament de l'oci humà no es poden explicar únicament per variables socioeconòmiques com l'edat, els ingressos, l'ocupació o l'educació. El tipus d'activitat d'oci està influït substancialment pels nombrosos factors més complexos, com la presència o manca de família, les creences religioses i els valors culturals generals als quals s'adhereix.

## Definicions i preocupacions teòriques
Com han assenyalat John Wilson i altres, és difícil definir l'oci. Les seves definicions són nombroses i sovint mútuament contradictòries, per exemple, com una porció discreta del temps o com una qualitat de l'experiència independentment del temps.
Joffre Dumazedier va distingir quatre definicions diferents d'oci, que comencen de forma àmplia i gradualment es redueix:
- el primer i més ampli defineix l'oci com un estil de comportament que es pot produir fins i tot en el treball;
- el segon el defineix com qualsevol activitat no laboral;
- el tercer exclou a més les obligacions familiars i domèstiques;
- la quarta i la més reduïda defineix l'oci com a activitats dedicades a la realització personal.

Les quatre definicions de Dumazedier no són exhaustives. Les definicions i mesures incompatibles es consideren un factor important que explica els resultats de la investigació de vegades contradictoris.
Hi ha algunes qüestions pendents sobre la definició de treball; en particular, si els esforços no remunerats, com el voluntariat o els estudis, són treball. El temps no laboral no s'ha d'equiparar al temps lliure, ja que comprèn no només el temps lliure, dedicat a l'oci, sinó també el temps dedicat a determinades activitats obligatòries, com ara les tasques domèstiques. Dividir les activitats en temps lliure i dedicat no és fàcil. Per exemple, raspallar-se les dents no és ni treball ni oci; els estudiosos difereixen en les seves classificacions d'activitats com menjar un àpat, comprar, reparar un cotxe, assistir a una cerimònia religiosa o dutxar-se (diverses persones poden o no classificar aquestes activitats com a lleure). La relació entre treball i oci també pot ser poc clara; les investigacions indiquen que algunes persones troben que les habilitats que han adquirit a la feina són útils per a les seves aficions (i viceversa), i algunes persones han utilitzat activitats de lleure per avançar en la seva carrera laboral. Els sociòlegs també discrepen sobre si les activitats polítiques o espirituals s'han d'incloure en els estudis d'oci. A més, entre algunes comunitats ocupacionals, com els agents de policia o els miners, és habitual que els companys siguin amics fora del temps i comparteixin activitats d'oci similars basades en el treball.
A banda d'una definició d'oci, hi ha altres qüestions de preocupació teòrica per al sociòleg de l'oci. Per exemple, quantificar els resultats és difícil, ja que els estudis de pressupostos temporals han observat que una determinada quantitat de temps (per exemple, una hora) pot tenir valors diferents, depenent del moment en què es produeix, en un dia, una setmana o un any. Finalment, com passa amb molts altres camps d'investigació de les ciències socials, l'estudi de la sociologia de l'oci es veu obstaculitzat per la manca de dades fiables per als estudis longitudinals comparatius, ja que hi havia poca o cap recopilació de dades estandarditzades sobre l'oci al llarg de la major part del temps de la història humana. La manca d'estudis longitudinals s'ha solucionat en les últimes dècades amb enquestes nacionals recurrents com la General Household Survey al Regne Unit (en curs des de 1971). A més de les enquestes, un nombre creixent d'estudis s'han centrat en mètodes qualitatius d'investigació (entrevistes).

## Història

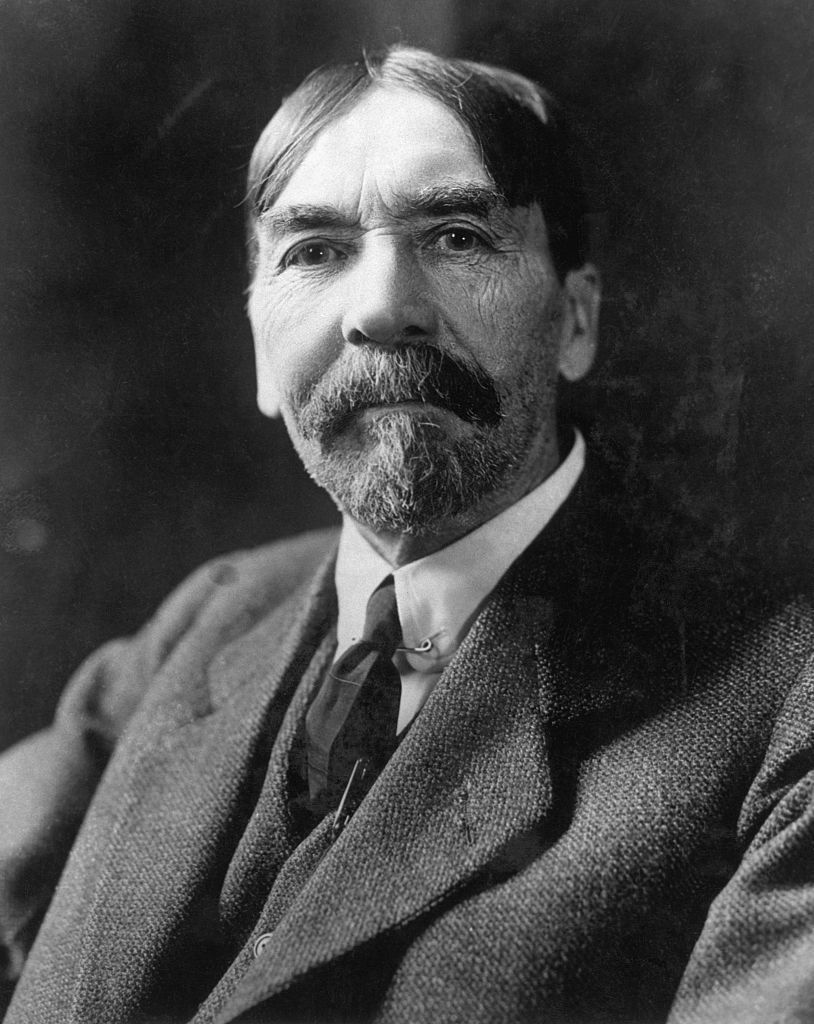
Thorstein Veblen va ser un dels primers sociòlegs a estudiar el lleure

La sociologia del lleure és un subcamp de la sociologia força recent, en comparació amb subcamps més tradicionals com la sociologia del treball, la sociologia de la família o la sociologia de l'educació; va veure la major part del seu desenvolupament a la segona meitat del segle xx. Fins aleshores, l'oci s'havia vist sovint com una característica menor i relativament poc important de la societat. Però ara és reconeguda com una institució social important, mereixedora d'una investigació sociològica seriosa, especialment a les societats occidentals.
Una de les primeres teories de l'oci prové de Karl Marx, la teoria del qual es va discutir a través d'un «regne de la llibertat». Les crítiques de Karl Marx al capitalisme consideraven les estructures del capital en conflicte amb la gent que realment arribava a l'oci. La base de l'oci està arrelada en l'economia i la política, ja que també estan entrellaçades. A diferència d'un enfocament més socialista, molts veurien el temps d'oci com una excusa per a la improductivitat i com una cosa que no et mereixes. No és que no s'hagi d'aconseguir, sinó que no s'ha d'interposar en el camí de l'economia. Aquí rau les nostres estructures actuals que les teories de Marx no només han mantingut rellevants, sinó que les seves crítiques al seu temps poden romandre fidels fins als nostres dies. La crítica de Marx al capitalisme estava arrelada en l'explotació del treballador. Com a conflicte contra el treballador, la guerra de classes en efecte. A The Marx and Engels Reader, es va elaborar una visió general dels escrits i teories del marxisme, el «regne de la llibertat» i el «regne de la necessitat», ja que era un concepte nou en aquell moment. L'àmbit de la «llibertat» és una veritable definició d'oci, ja que inclou fer activitats per desig, plaer de fer-ho. Mentre que viure per sobreviure i treballar, menjar, dormir seria el regne de la «necessitat».
Amb el temps, l'èmfasi en els estudis de lleure ha passat de la relació treball-oci, especialment en majories ben investigades, a l'estudi de les minories i la relació entre oci i cultura. Marshall Gordon va assenyalar que hi ha dos enfocaments en l'estudi de l'oci: el formal i l'històric-teòric.
- L'enfocament formal se centra en qüestions empíriques, com ara el canvi dels patrons d'oci al llarg del cicle vital d'un individu, la relació entre l'oci i el treball, i formes específiques d'oci (com la sociologia de l'esport).[5]
- L'enfocament històric-teòric estudia la relació entre l'oci i el canvi social, sovint des de perspectives funcionalistes estructural i neomarxistes.[5]

Sheila Scraton va oferir una anàlisi diferent, comparant estudis estatunidencs i britànics:
- Els enfocaments britànics se centren en les aportacions del pluralisme, el marxisme crític i el feminisme.[2]
- Els enfocaments estatunidencs se centren en la tradició social-psicològica.[2]

Rhona i Robert Rapoport van estudiar l'equilibri entre la vida laboral i la desigualtat a molts països, van escriure molts llibres en aquesta àrea i van ajudar a influir en les polítiques i la legislació per canviar les pràctiques.

## Descobriments

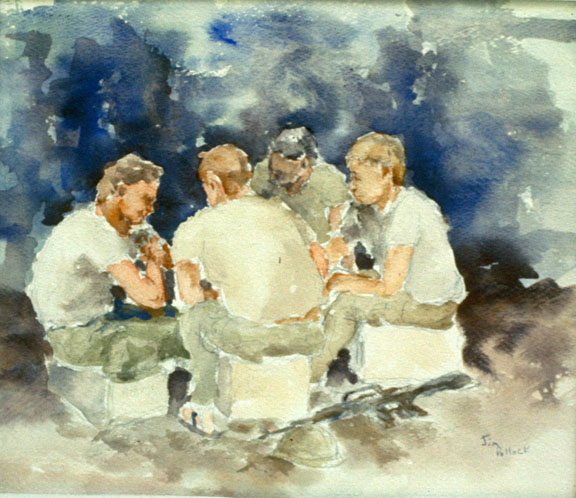
Un exemple d'activitat d'oci: soldats estatunidencs jugant a un joc de cartes

Molts sociòlegs han assumit que un determinat tipus d'activitat d'oci s'explica més fàcilment per variables socioeconòmiques com la renda, l'ocupació o l'educació. Això ha donat menys resultats dels esperats; 
- Els ingressos s'associen amb els diners totals gastats en aquestes activitats, però en cas contrari només determina quin tipus d'activitats són assequibles.[1]
- L'ocupació té un efecte similar, perquè la majoria de les ocupacions influeixen molt en els ingressos d'una persona (per exemple, la pertinença a una ocupació prestigiosa i les activitats de «club de camp» com el golf o la vela estan significativament correlacionades, però també ho està la pertinença a aquestes ocupacions i els ingressos elevats, i aquelles activitats amb alt cost).[1]
- L'educació es correlaciona amb tenir un ampli ventall d'activitats de lleure, i amb una major dedicació a aquestes.[1]

Com va assenyalar Kelly, «Predir el comportament d'oci d'una persona sobre la base de la seva posició socioeconòmica és gairebé impossible».
D'altra banda, el tipus d'activitat d'oci està influenciat substancialment per la situació immediata de l'individu: si té família, si hi ha instal·lacions recreatives a prop i l'edat. Les primeres influències familiars, especialment les que impliquen les activitats d'oci més socials, poden ser profundes. El tipus d'activitat de lleure també depèn del lloc actual de l'individu en el cicle vital.
En el marc de la família, s'ha investigat el temps d'oci per mesurar l'efecte de les famílies durant el treball de cap de setmana. El que es va trobar va ser que les famílies en què els pares havien de treballar el cap de setmana van tenir un efecte negatiu en la família, especialment en els fills. Es va escriure que molts dels pares que havien de treballar el cap de setmana tenien menys estudis i tenien menys ingressos. Això podria tenir implicacions per a la família i la societat.
Les troballes específiques dels estudis sociològics sobre l'oci s'il·lustren amb l'estudi de l'oci estatunidenc de finals de la dècada del 1970 de John Robinson. Robinson va trobar que els estatunidencs, de mitjana, tenen quatre hores d'oci cada dia entre setmana i més els caps de setmana: sis hores els dissabtes, gairebé vuit els diumenges. La quantitat de temps d'oci disminueix amb l'edat, el treball, el matrimoni i els fills. Tanmateix, la quantitat de temps lliure no depèn significativament de la riquesa d'una persona. La gent desitja menys temps lliure si no està segura del seu futur econòmic o si la seva feina és el seu interès central. Durant la segona meitat del segle xx, veure la televisió es va convertir en una important activitat d'oci, provocant una disminució substancial del temps dedicat a altres activitats; a principis de la dècada del 1970, l'estatunidenc mitjà tenia 4 hores d'oci al dia i en passava 1,5 mirant la televisió. Les activitats de lleure compartides augmenten la satisfacció matrimonial.
Hi ha diferents formes d'oci i els seus beneficis no sempre són clars, però en general hi ha consens que, amb moderació, acostumen a tenir diversos efectes positius. Per exemple, anar al cinema (sol o amb amics), pot millorar la salut i el benestar.

## Salari, treball i oci
Els individus fan equilibris entre salari, treball i oci. Tanmateix, el moment i l'escala d'aquestes compensacions varien segons les ocupacions i els ingressos de les persones. També varien al llarg del temps i de societat a societat. A les societats, els augments substancials dels salaris generals poden augmentar la jornada laboral dels homes de amb fills petits, però reduir les de les dones de classe mitjana amb marits en feines ben remunerades a temps complet.